# Trattato di Parigi (1900)
Il trattato di Parigi fu concluso fra Francia e Spagna nella città di Parigi il 27 giugno 1900. Regolò i confini fra i possedimenti spagnoli del Río de Oro e quelli francesi confinanti.
Il punto saliente fu definire il confine fra il Río de Oro a sud e a est e il possedimento francese che attualmente è lo stato mauritano. Successivamente nel 1912 nella convenzione di Madrid vi fu un ritocco con la cessione della futura colonia de La Guera alla Spagna. L'accordo bilaterale fu il primo dopo la Conferenza di Berlino del 1885.